# ブーメラン婆
ブーメラン婆（ブーメランばばあ）は日本の都市伝説の一つ。

## 概要
夜道を歩いていると、一人の老婆が佇んでいる。どうしたのかと尋ねると老婆はいきなり身体を「く」の字に曲げ、まるでブーメランのように山奥へと飛んでいってしまった、というもの。北陸地方、茨城県中部に出没するとされる。正体は交通事故の犠牲者の霊との説がある。
平成に入ってから創作されたものだといわれており、ターボばあちゃんなどの「婆」関係の怪談から派生したものとされる。